# Uránusz
Az Uránusz a Naprendszer hetedik bolygója. Óriásbolygó, a harmadik legnagyobb átmérőjű és a negyedik legnagyobb tömegű.
Az Uránusz felfedezését 1781. március 13-ától számítjuk, mert ekkor pillantotta meg először Sir William Herschel. Azóta tudjuk, hogy a bolygót előzőleg 1690 és 1771 között legalább hússzor regisztrálták, de mindannyiszor csillagnak vélték. Az elmozdulását pedig mérési hibának. Herschel eleinte nem volt tisztában vele, hogy a Naprendszer egy eddig ismeretlen bolygóját fedezte fel, először üstökösként azonosította az égitestet.
Nem tartott sokáig, mire a csillagászok felismerték e felfedezés jelentőségét. Sir William eredetileg támogatójáról, III. György angol uralkodóról nevezte el a bolygót, a Georgium Sidus (György csillaga) név azonban nem talált lelkes fogadtatásra a világ többi részén. Lalande azt javasolta, hogy a felfedezőről nevezzék el, végül Johann Elert Bode német csillagász elképzelése kerekedett felül, az Uránusz (Οὐρανός latinosított neve), ami így jobban illeszkedett a többi bolygó ógörög-latin elnevezéseinek sorába). Uranosz az atyja Kronosznak, aki Szaturnusz görög megfelelője, az ég ura.
Herschel hat évvel később felfedezte az Uránusz két legnagyobb holdját: a Titániát (III) és az Oberont (IV). Az Arielt (I) és az Umbrielt (II) 1851-ben Lassell találja meg. A Mirandát (V) csak 1948-ban fedezi fel Gerard Kuiper.
Egyik jele ♅ (Unicode U+2645, főleg asztrológiai) vagy  (főleg csillagászati).

## Atmoszférája

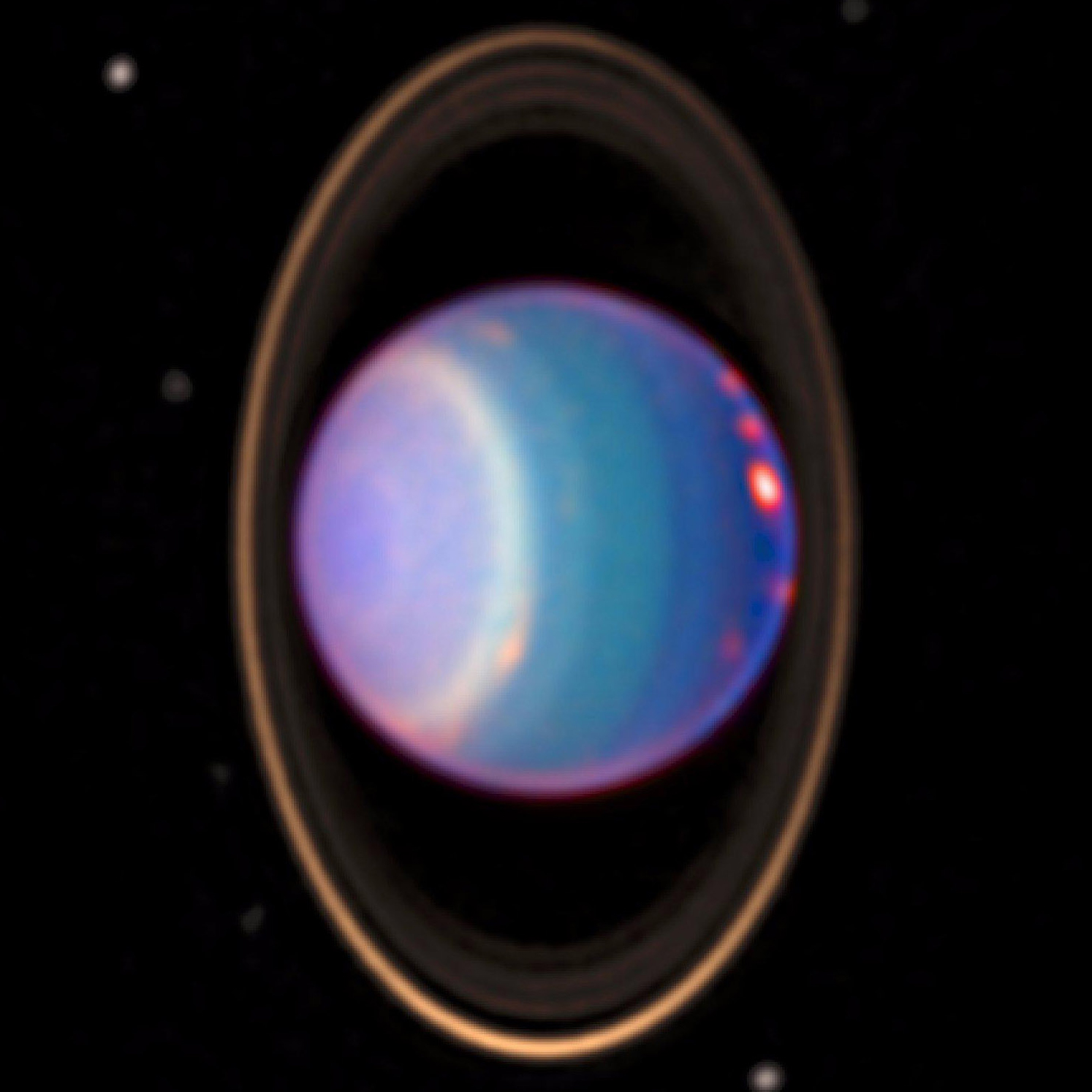
A Hubble űrtávcső felvétele az Uránusz felhőzetéről, gyűrűjéről és holdjairól

Az Uránusz légköre nagyrészt hidrogénből (83%) és héliumból (15%) áll. Kevés metánt (2%) is tartalmaz, amely az atmoszféra felső részén elnyeli a vörös fényt, ami miatt a bolygó halvány kékeszöld színű. A felhők ugyanúgy mozognak a szélességek mentén, mint a Jupiter és a Szaturnusz esetében, csak sokkal halványabbak.
A felhőket hidrogén-szulfid alkotja.

## Tengelyferdeség
Az Uránusz tengelyferdesége 90°-hoz nagyon közeli, ezért a keringési idő egy jelentős részében az egyik pólus van a Nap irányában. A pólusok több energiát kapnak a Naptól, ennek ellenére a bolygó az egyenlítő közelében a legnagyobb hőmérsékletű, ismeretlen okokból. A nagy tengelyferdeség egy korai bolygóméretű objektummal való ütközés során jöhetett létre több milliárd évvel ezelőtt.

## Magnetoszféra

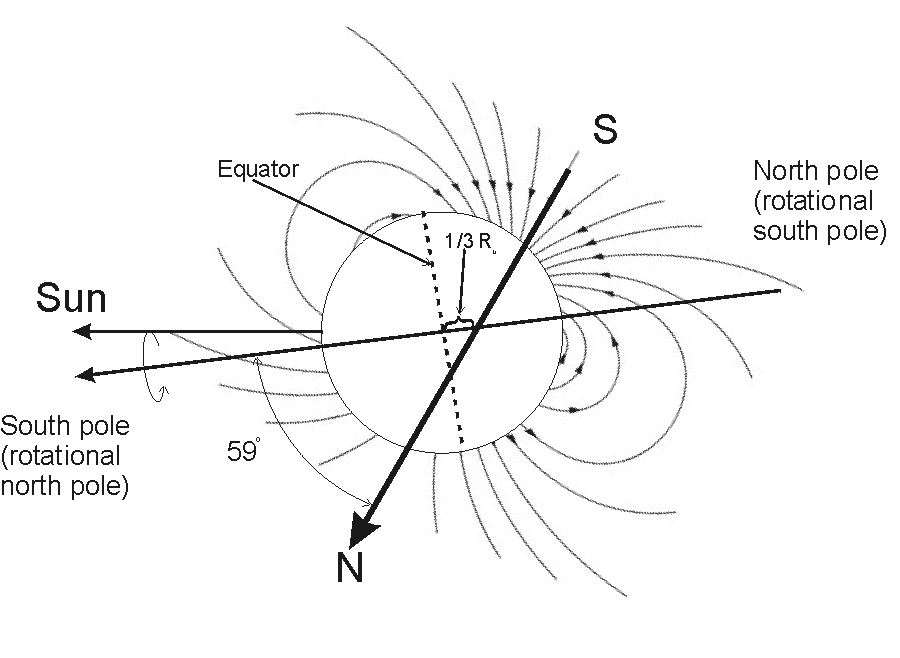
Az Uránusz mágneses tere a Voyager-2 mérései szerint (1986). Az „S”: a déli, az „N”: az északi mágneses pólus. Érdekesség, hogy a mágneses tengely nem megy át a geometriai középponton

Az Uránusznak gyenge és aszimmetrikus mágneses tere van. A mágneses tér erőssége a déli félteke felszínén mindössze 0,1 gauss (10 µT), ugyanakkor az északi félgömbön eléri az 1,1 gauss (110 µT) értéket. Az átlagos térerősség a felszínen 0,23 gauss (23 µT).
A Jupiternél és Szaturnusznál feltételezhető fémes hidrogénből álló övezet az ehhez szükséges elegendő tömeg hiányában az Uránusznál nem tudott kialakulni. Az erős mágneses tér hiányát a Voyager-2 űrszonda igazolta, amely meglepetést keltett, és a bolygó belső szerkezetére így másféle magyarázatot kellett keresni.
Az Uránusz mágneses tengelye 60°-kal eltér a forgási tengelytől, ezért a napszél lökéshullám frontja erősen eltolja, mintegy a bolygó mögé csavarja és spirálba rendezi a mágneses erővonalakat. A magban nagy nyomású, átalakult kristályszerkezetű sós-ionos víz áramlik, amely gyenge mágneses erőteret kelt.

## Holdak
Jelenleg 27 ismert holdja van az Uránusznak. Legnagyobbak a bolygótól való távolság sorrendjében: Miranda (V), Ariel (I), Umbriel (II), Titánia (III) és Oberon (IV). A Voyager–2 tizenegy további Uránusz-holdat fedezett fel (Cordelia, Ophelia, Bianca, Cressida, Desdemona, Juliet, Portia, Rosalinda, Belinda, Puck és Perdita, amit csak 1999-ben találnak meg a Voyager-2 felvételeken). A Caliban és Sycorax holdakat 1997-ben fedezik fel földi távcsövekkel. A Setebos, Stephano és Prospero 1999-ben, a Trinculo, Francisco, Ferdinand és Margaret 2001-ben, a Mab és a Cupid pedig 2003-ban kerül felfedezésre. A holdakat Shakespeare és Alexander Pope hőseiről nevezték el. Az Uránusz holdjai igen halványak. Még a legnagyobb és legfényesebb Titania is 14 magnitúdós, ezért csak távcsövekkel figyelhető meg.

### Trójai holdak
Korábban a csillagászok nem tartották valószínűnek, hogy az Uránusznak trójai holdjai lennének, a Neptunusz gravitációs hatása miatt. Azonban létezik ilyen kisbolygó, a 2011 QF99, ami a bolygó L4 Lagrange-pontja körül kering, meglehetősen nagy távolságra az anyabolygótól. Átmérője mintegy 60 km, anyaga szikla és jég. A bolygó az elmúlt pár százezer évben foghatta be, és a QF99 nagyjából egymillió év múlva el fog szabadulni tőle.

### A Miranda

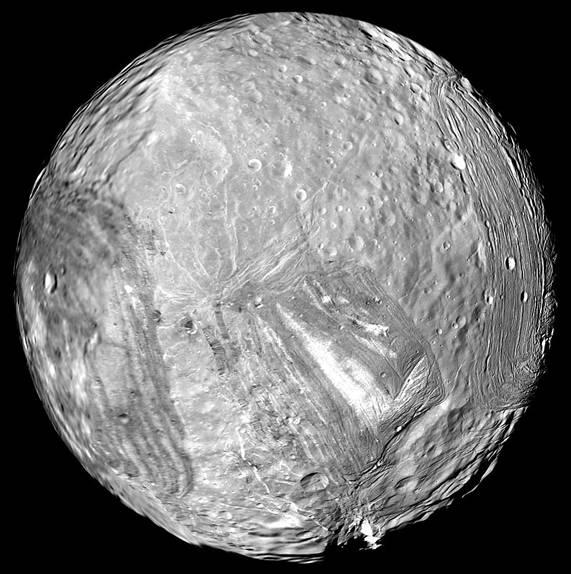
A Miranda erősen barázdált felszíne

A Miranda a nagyobb holdak legbelsőbbike, a Voyager-2 űrszonda 1986-ban alaposan szemrevételezte. Talán az Uránusz legérdekesebb holdja, de legalábbis a legbizarrabb. Amikor az első képek megérkeztek róla, a kutatók nem tudták, mit gondoljanak. A hold felszínén kusza rendetlenség tükröződött, hatalmas szirtek, barázdák és völgyek rakódtak a régi, megszokott kinézetű, kráterekkel pettyezett területekre. Hatalmas, akár 20 km mély kanyonok is látszanak. Esetenként a barázdált területek hirtelen válthatnak, és érdekes alakú képződmény jön létre. A kutatók először azt hitték, a Miranda egy ütközés során széttört, aztán újra összeállt, mint egy rosszul összerakott kirakójáték. Feltevésük szerint akár öt különböző ilyen esemény is történhetett, és a hold mindegyik után a megmaradt maradványokból állt össze, a belsejének egy része pedig kitüremkedett a felszín alól.
Valószínűbbnek tűnik azonban az az elmélet, amely szerint a részben megolvadt jég feltörhetett a hold belsejéből, és beboríthatta a felszín egy részét. A könnyebb anyag a nehezebb felszíni anyagok alá temetve maradt, amíg ki nem dolgozta magát a felszínre. 
Akárhogy is alakult ki a Miranda összekuszált felszíne, a kutatók meglepődtek, hogy ennyi tektonikus aktivitás tapasztalható rajta, hiszen a hold kicsi, és hideg. Összetétele 40% jég és 60% kő.

### A Titánia
Az Uránusz legnagyobb holdja, átmérője 1578 km. A bolygótól mért távolsága 436 270 km. Felszínét jég borítja, amit hosszú völgyek és kráterek szabdalnak fel. A legnagyobb kráter a 200 km átmérőjű Gertrudis-medence. Aktív geológiai múltjára utalnak a tektonikus szakadékok. A Messina-szakadék 1500 km hosszú és 75 km széles.

## Gyűrűrendszere

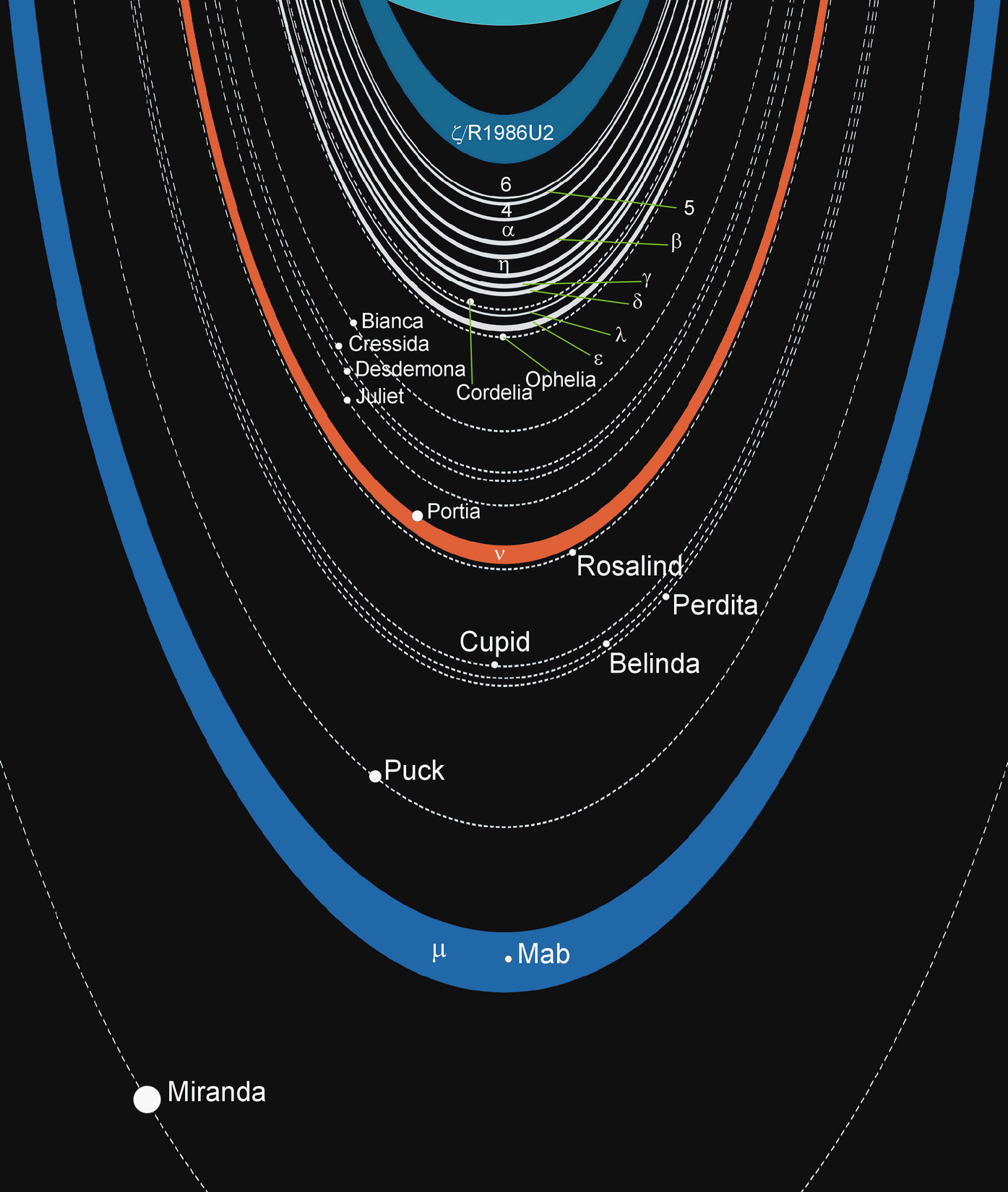

1977-ben egy csillagfedés alkalmával fedezték fel a gyűrűrendszer létezését. A Voyager-2 később összesen 11 különálló gyűrűt derített fel (ma összesen 13 ismert gyűrűje van).

## Megfigyelés
Az Uránusz nem mindig pillantható meg szabad szemmel, a látszó fényessége a szem érzékenységének határán mozog. Amikor szembenállásban van a Nappal, és rendkívül tiszta az ég, akkor nagyon halvány égitestként megpillantható. Hogy a bolygókorong látszó átmérője akkorának látszódjon távcsövünkben, mint a Hold szabad szemmel, és néhány felszíni részletet is láthassunk, ahhoz 300-350-szeres nagyítást kell alkalmaznunk 18-20 centiméteres átmérőjű teleszkóppal. Ha a fényszennyezés kicsi, vagy egyáltalán nincs, akkor ilyen nagyítás mellett akár az 5 legnagyobb holdja is látható (Ariel, Miranda, Umbriel, Oberon, Titánia), de ahhoz, hogy a bolygó korong alakja látható legyen, elég 70-80-szoros nagyítás is. Néha sötétebb sávszerű képződményeket is megpillanthatunk, ennek legkedvezőbb ideje 42 évenként van – mostanában 2011 tájékán volt –, amikor az egyenlítő síkja a Föld felé fordul.

## Kutatás
1986-ban a NASA Voyager–2 űrszondája lett az első, amely megközelítette az Uránuszt. Ez a bolygó eddigi egyetlen közeli megfigyelése, és bár az évek során tudósok és szakemberek több uránuszi küldetést is javasoltak, ezek közül (2018-ig) még nem valósult meg egy sem. Az 1977-ben indított Voyager–2 1986. január 24-én repült el az Uránusz mellett, 81 500 km-re a bolygó felhőzetének határától. Az űrszonda megvizsgálta az Uránusz légkörének felépítését és kémiai összetételét, beleértve az egyedi időjárást, amelyet a 97,77°-os tengelyhajlása okoz. A Voyager–2 elsőként tanulmányozta közelről öt addig ismert holdját, és az általa gyűjtött adatokat azóta is vizsgálva űrkutatók 11 újat fedeztek fel. Az űrszonda két új gyűrűt is felfedezett az Uránusz körül.